# Blood Spencore
Blood Spencore (* 1986 in Mönchengladbach; bürgerlich Michael Winter) ist ein deutscher Rapper.

## Leben
Blood Spencore (ausgesprochen: Blood Spencer) aka. Bloodie kommt aus der Hardcore/Punk- und Metal-Szene und kam durch einen Schulkameraden zum Hip-Hop. Mit Marrrgh Dutrue gründete er die Crew All Flesh Must Be Eaten zusammen mit DJ und Produzent Jettah. Sie veröffentlichten 2002 ihr Tape Mit den Clowns kamen die Tränen, lösten sich allerdings danach wieder auf.
Zusammen mit Unmensh und Dange veröffentlichte Blood Spencore 2003 das Demo Dead in Motion (so hieß auch die Crew). Eine weiter EP veröffentlichte Blood Spencore 2005 mit dem Titel Augenweide Eingeweide. Bei einem Auftritt der Crew Dead in Motion im Royal-Bunker-Radio lernte er Rhymin Simon kennen. Obwohl Rhymin Simon Blood Spencore einen Labeldeal bei Rummelboxer, dem Unterlabel von Royal Bunker, anbot, zog sich Blood Spencore zurück, nahm nur vereinzelt Tracks auf und konzentrierte sich auf Graffiti. Trotzdem gab es u. a. Features von Blood Spencore 2006 auf Rhymin Simons Bitchmoves (Royal Bunker/Rummelboxer), 2007 auf Olson Roughs Licht in eure Dunkelheit, 2008 auf Unmenshs Spricht für sich selbst.
Den Durchbruch als Battlerapper in Deutschland bekam Blood Spencore durch seinen Auftritt bei der DVD Feuer über Deutschland 3 (2008), wo er im Team Rummelboxer zusammen mit Unmensh und Olson Rough gegen die Österreicher um Big J (Blackwallstreet) antrat.
2010 erschien sein erstes Album Kauf, konsumier und stirb über Distributionz und damit im Vertrieb von Soulfood. Auf dem Album ist neben seinen Freunden vom Label Rummelboxer wie Vokalmatador (Die Sekte), Unmensh und Olson Rough auch Evil Pimp aus den Vereinigten Staaten vertreten. Anschließend zog er sich etwas aus der Szene zurück, auch weil seine früheren Freunde und Förderer sich langsam aus der Szene zurückzogen.
2015 erschien das Video Messer im Park als 16Bars. TV-Premiere über YouTube. Als Feature ist Morlockk Dilemma vertreten. Ebenfalls 2015 veröffentlichte Blood Spencore sein zweites Album Party is' vorbei über das neugegründete Label von den Drumkidz namens Beatlejuice. Es erschien im Vertrieb von Groove Attack und HHV.de und beinhaltet neben dem Gastbeitrag von Morlockk Dilemma Features mit Roc Marciano, Olson, Audio88, Hiob, Jason (von Favorite + Jason) und Abroo.
2018 erschien eine Schallplatte im Format 7inch mit dem Titel Pestizid bei Mofo Airlines und Blood Spencore wurde neuer Labelkollege bei Mofo Airlines.
2019 veröffentlichte Blood Spencore Hallus, eine EP zusammen mit Chefkoch von der Berliner Crew Kaosloge. Big Twins aus dem Umfeld von Mobb Deep ist das einzige Feature. 2018/19 begleitete Blood Spencer Hiob bei dessen Tour zum Album "Abgesänge" auf allen Tourstopps. 
2020 erschien er auf dem offiziellen Morlockko Plus Remix zum Titeltrack Isegrim der gleichnamigen EP von Morlockk Dilemma und dem Produzent Superior.
2021 erscheint das Album "Camouflage und Beige Timbs" - komplett von Brisk Fingaz produziert mit Features von Audio88, Morlockk Dilemma, Sime und Al Divino.
2022 wurde Hallus auf Vinyl als Deluxe-Version veröffentlicht, mit Bonus-Songs und Instrumentals. Es gab verschiedene Editionen, u. a. 3 Editionen mit Obi Strips, die exklusiv zur „40 Jahre Morlockk Dilemma“-Tour, auf der Bloodie als Supportact alle Dates mitspielte, angefertigt wurden. 
2024 veröffentlichen Morlockko Plus und Blood Spencore ihr gemeinsames Album "Frühstück für Champions" mit Feature von Morlockk Dilemma und Scratches von Tivi (Cutcannibalz) und Boba Zettt von MOR. Als Bonustrack wurde der Song "Tourbus" aus dem Jahr 2012 draufgepackt. 
2024 wurde die Audio-Single Erdbeersorbet auf einem Instrumental von den Snowgoons veröffentlicht über Goon Musick.  
2025 erschienen Gastbeiträge bei Hennessy Joe „Chippy Chippy“ und bei  der Kollaboplatte von SonnyJim und Morlockko Plus „The Plan“ bei MOFO Airlines.  

## Stil
Sein Stil wurde geprägt vom US-amerikanischen Eastcoast-Hip-Hop der 1990er Jahre. Brooklyn Zoo von Ol’ Dirty Bastard war das erste, was ihn beeinflusste. Sein Pseudonym verweist auf Bud Spencer sowie seine Herkunft aus der Hardcore-Szene sowie seine musikalische Verbundenheit zum Horrorcore. Blood Spencores Musik ist düster und eher ernst gehalten. Insbesondere auf dem ersten Album sind seine Texte sowie Musik eher negativ und provokativ gehalten. Geprägt wurde er insbesondere vom US-amerikanischen Horrorcore im Stile von Necro und Ill Bill. Mit dem 2015er Werk Party is’ vorbei versuchte er eher positive Texte zu verwenden. Seine Texte sind vor allem gesellschaftskritisch, beziehen sich aber auch auf die Szene. Insbesondere auf den neuen Liedern sind sie aber auch persönlich gehalten. In einigen Tracks kann man auch seine frühere Verbundenheit zur Battlerap-Szene erkennen, auch wenn er heute nicht mehr auf Battles geht. Raptechnisch verwendet er neben seinem normalen Raptempo auch Doubletime.

## Diskografie

### Alben
- 2010: Kauf, konsumier und stirb (Rummelboxer)
- 2015: Party is’ vorbei (Beatlejuice)
- 2020: Party is’ vorbei - 5 Jahre Jubiläums-Ausgabe (Mofo Airlines Edition)
- 2021: Camouflage und beige Timbs (Recordjet)
- 2022: Hallus (Deluxe Edition) (Recordjet)
- 2024: Frühstück für Champions (MOFO Airlines)

### EP
- 2019: Hallus mit Chefkoch/Kaosloge (Recordjet)

### Mit All Flesh Must Be Eaten
- 2002: Mit den Clowns kamen die Tränen (MC, Eigenvertrieb)
- 2005: Augenweide Eingeweide (EP) (CD, Eigenvertrieb)

### Mit Dead in Motion
- 2003: Life Remixes Vol.1 (Eigenvertrieb)

### Features und weitere Tracks
- 2006: Intrue auf Bitchmoves von Rhymin Simon (Royal Bunker)
- 2008: Auftritt bei Feuer über Deutschland 3 mit Olson und Unmensh (DVD) (Out4Fame)
- 2008: Du weißt, Kein Film, Ihr könnt und Ring frei auf Spricht für sich selbst von Unmensh (Rummelboxer)
- 2010: 38 Grad auf der Kompilation Kennenlernrunde Vol.10
- 2014: Pussy Riot mit Mortis, Lateb und Crystal F (HipHop.de Exclusive)
- 2016: Schisshase mit Donato, Gory Gore, Phase, SirQLate und Headtrick auf Königreich der Angst von Abroo (New Def)
- 2018: Pestizid mit Morlockk Dilemma und Conway the Machine (7inch Single incl. Morlockko Plus Remix) (Mofo Airlines)
- 2018: Bushammer auf Abgesänge von Hiob mit Morlockk Dilemma (Mofo Airlines)
- 2020: Isegrim auf Isegrim Morlockko Plus Remix von Morlockk Dilemma mit Eto (Mofo Airlines)
- 2020: Kollateralschaden auf Sime EP von Sime mit R.U.F.F.K.I.D.D, jakprogresso, Lun von NOK und Copywrite 78 von Eastern Conference
- 2022: Hallus Remix mit Crystal F
- 2022: Letztes Lied mit Chefkoch (prod. MecsTreem) für den Preussisch Gangstar Sampler Most Wanted 6
- 2024: Erdbeersorbet mit Snowgoons (Goon Musick)
- 2025: Chippy Chippy mit Hennessy Joe
- 2025: The Plan mit SonnyJim und Morlockko Plus auf "Less Labour More Fruit" (MOFO Airlines)